# Bleed (Angel Dust)
Bleed è il quarto album in studio del gruppo musicale heavy metal Angel Dust, pubblicato nel 2000.
| Recensione | Giudizio |
| ---------- | -------- |
| Rock Hard  | [ 2 ]    |

## Il disco
La principale peculiarità del disco è da riscontrare nel gran numero di soluzioni stilistiche adottate nelle composizioni. Le sonorità sono potenti, pur mantenendo una costante melodica, con i brani che passano dal power di stampo europeo, all'heavy metal teatrale (simile a quello dei Savatage), al progressive di matrice Dream Theater e alle ballad sofisticate.
Il CD è stato pubblicato anche in una differente versione, con l'aggiunta tre bonus track tra cui una cover di Temple of the King dei Rainbow.

## Tracce
1. Bleed – 4:39
2. Black Rain – 3:47
3. Never – 6:02
4. Follow Me (Part 1) – 4:30
5. Follow Me (Part 2) – 6:14
6. Addicted To Serenity – 5:05
7. Surrender? – 7:06
8. Sanity – 6:01
9. Liquid Angel – 4:44

Tracce bonus versione alternativa
1. Memories – 5:45
2. Nightmare (Extended Version) – 5:13
3. Temple of the King (cover dei Rainbow) – 6:33

## Formazione
- Dirk Thurisch - voce
- Bernd Aufermann - chitarra
- Frank Banx - basso
- Dirk Assmuth - batteria
- Steven Banx - tastiere